# Христианство в Венгрии
Христианство в Венгрии — самая распространённая религия в стране.
По данным исследовательского центра Pew Research Center в 2010 году в Венгрии проживало 8,26 млн христиан, которые составляли 82,7 % населения этой страны. Энциклопедия «Религии мира» Дж. Г. Мелтона оценивает долю христиан в 2010 году в 87,4 % (8,68 млн верующих).
Крупнейшим направлением христианства в стране является католицизм. В 2000 году в Венгрии действовало 5,5 тыс. христианских церквей и мест богослужения, принадлежащих 50 различным христианским деноминациям.
Помимо венгров христианами также являются большинство живущих в стране цыган, немцев, словаков, румын, хорват, русских, сербов, украинцев, македонцев, поляков, болгар, греков, русин и др.
Христиане Венгрии участвуют в экуменическом движении. В 1943 году в стране был создан Экуменический совет церквей Венгрии. Три венгерские церкви (баптистов, лютеран и реформаторов) являются членами Всемирного совета церквей. Консервативные евангельские церкви страны объединены в Венгерский евангельский альянс, связанный со Всемирным евангельским альянсом.